# Бурківці (Вінницький район)
Бу́рківці — село в Україні, у Погребищенській міській громаді Вінницького району Вінницької області. Населення становить 116 осіб.

## Історія
Під час Другої світової війни село було окуповано фашистськими військами у другій половині липня 1941 року. Червоною армією село зайняте 31 грудня 1943 року.
12 червня 2020 року, відповідно до розпорядження Кабінету Міністрів України № 707-р «Про визначення адміністративних центрів та затвердження територій територіальних громад Вінницької області», увійшло до складу Погребищенської міської громади.
19 липня 2020 року, в результаті адміністративно-територіальної реформи та ліквідації Погребищенського району, село увійшло до складу Вінницького району.

## Населення
За даними перепису 2001 року кількість наявного населення села становила 116 осіб, із них 100 % зазначили рідною мову українську.
| Рік            | 1897 | 1989 | 2001 |
| -------------- | ---- | ---- | ---- |
| Кількість осіб |      | 185  | 116  |

### Мова
Розподіл населення за рідною мовою за даними перепису 2001 року:
| Мова       | Відсоток |
| ---------- | -------- |
| українська | 100%     |

## Відомі уродженці
- Гринчук Іван Адамович (1944) — український діяч, завідувач автогаражу колгоспу імені Першого Травня Погребищенського району Вінницької області. Народний депутат України 1-го скликання.
- Загороднюк Василь Степанович (1955) — український поет, літературознавець, голова Херсонської обласної організації НСПУ.